# La Cuadra (automóviles)
La Cuadra fue la primera marca que fabricó automóviles en España entre los años 1899 y 1901. Fue además una de las primeras empresas que fabricó automóviles con las cuatro ruedas del mismo tamaño.
Fundada por Emilio de la Cuadra, el propósito de la empresa era el comercio de los vehículos producidos por Benz & Cie y, también, construir sus propios coches con propulsión eléctrica, ámbito en el cual tenían experiencia tanto De la Cuadra, que fuera poseedor de una central eléctrica, como su socio, el fabricante de acumuladores e ingeniero de origen suizo Carlos Vellino.

## Historia

### Comienzos

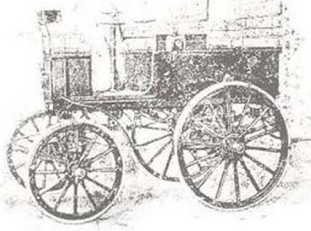
Coche eléctrico La Cuadra (1899).

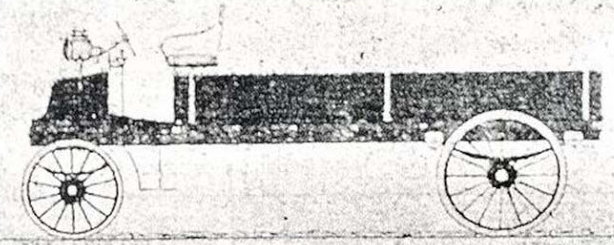
Camión eléctrico La Cuadra (1899).

Aunque La Cuadra es reconocida como la primera marca española de fabricación de automóviles, no hay que olvidar que en 1889 Francesc Bonet Dalmau patentó y fabricó un vehículo de 3 ruedas al que se le denominó «Bonet», pero que nunca se inscribió como marca.
La empresa de automóviles La Cuadra fue fundada por el militar Emilio de la Cuadra Albiol en septiembre de 1898 en Barcelona, en la calle Diputación esquina paseo de San Juan con el nombre de Compañía General Española de Coches Automóviles E. de la Cuadra, Sociedad en Comandita; para la fundación de la compañía, De la Cuadra contó con el apoyo financiero de su suegro, Joaquín Escrivé de Romaní.
La idea de la fabricación de automóviles, le sobrevino a Emilio de la Cuadra tras la visita a la Exposición Universal de París en 1889, donde quedó fascinado por el prometedor futuro del mundo del automóvil.
En sus inicios, La Cuadra optó por la fabricación de vehículos a propulsión eléctrica, ya que Francesc Bonet —que también acudió a la Exposición de 1889 en París— había obtenido la exclusiva para la producción de vehículos con motor de explosión en el año 1894.
La Cuadra inició la construcción de prototipos de un camión, un ómnibus y un coche, todos ellos con motor eléctrico y que posteriormente fueron desguazados debido a que sus baterías eléctricas se agotaban con extrema rapidez debido al peso de los vehículos. Con posterioridad se probó a instalar un motor de explosión accionado por un grupo electrógeno que debía recargar sus baterías, pero el invento tampoco funcionó, por lo que en 1899 se optó por desarrollar el motor de explosión.
Debido al alto coste de sus proyectos, uno de los colaboradores de La Cuadra, el ingeniero suizo Charles Vélino (más conocido como Carlos Vellino), propuso contratar a otro joven ingeniero suizo de 21 años llamado Marc Birkigt —que se presentó en la empresa en agosto de 1899— y asociarse con la empresa Roereche y Compañía —que era el agente en España de la marca alemana Benz—. Además de Vellino y Birkigt, trabajó también en La Cuadra Domingo Támaro, un piloto de la marina mercante y aficionado a los automóviles.
La empresa comenzó a funcionar, pero no así sus vehículos, ya que los automóviles eléctricos diseñados no funcionaban más de 4 o 5 kilómetros sin que se agotaran las baterías y se quedasen parados.

### El ómnibus eléctrico

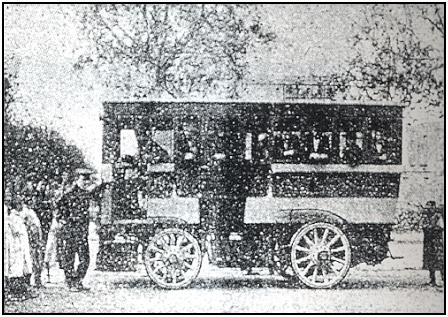
Ómnibus de La Cuadra (1900).

En aquellos momentos, el principal problema de la empresa era el ómnibus, ya que en aquel momento ya disponían de un pedido por parte del Hotel Oriente de Las Ramblas (Barcelona), que necesitaba ese vehículo para ir a recoger a sus clientes a la Estación de Francia. Según el proyecto, el ómnibus debía ser un lujoso carruaje con los mejores detalles y capaz de transportar a 20 personas. 
El vehículo debía tener unas dimensiones de 5,5 m de longitud, 2,2 m de anchura y 3 m de altura. Asimismo debía estar equipado con cortinillas en los cristales, redes para alojar pequeños objetos, alumbrado eléctrico tanto en el interior como en el exterior y un espacio cubierto con capacidad para 500 kg de carga de equipaje.
El vehículo, de casi 7 tn de peso, debía ser movido por dos motores eléctricos de 15 Kilovatios cada uno con una potencia total de 43 cv, que debía ser suficiente para que el vehículo alcanzase los 20 km/h y superase pendientes de hasta el 12%.
Según los cálculos de los ingenieros de la compañía, el ómnibus podría venderse a un precio de 30.000 pesetas, lo que dejaría unos interesantes beneficios para la empresa.
Pero lo que en su diseño parecía sencillo, en la práctica se complicó. El acumulador eléctrico diseñado por Carlos Vellino no funcionaba, los plazos transcurrían  y los gastos crecían. A partir de entonces el joven ingeniero Marc Birkigt se hizo cargo del proyecto optando por montar baterías convencionales, asumiendo el riesgo de aumento de peso en el vehículo y su consabida disminución de prestaciones sobre lo proyectado.
En agosto de 1900, se decidió presentar oficialmente a la prensa el ómnibus en el exterior de las instalaciones de la empresa, programando un viaje hasta la ciudad de Vich, distante unos 67 kilómetros de Barcelona. El ómnibus arrancó, salió de la fábrica, recorrió unos metros y desgraciadamente se paró, para desesperación de sus constructores. Tras muchos esfuerzos, no se consiguió volver a poner en marcha el vehículo y tuvo que ser remolcado para devolverlo a la factoría.
Este fracaso provocó el cese de Vellino como director técnico de la empresa, y el nombramiento en su lugar de Marc Birkigt. Se abandonaron todos los proyectos relacionados con motores eléctricos, centrándose a partir de entonces en la construcción de vehículos con motor de explosión. El destino final del ómnibus eléctrico acabó en tragedia; el vehículo se calcinó junto al barco que lo transportaba rumbo a Valencia.

### El motor de explosión
Una vez asumida la dirección técnica por Marc Birkigt, se comenzó el diseño de automóviles con motor de explosión. Se diseñaron dos motores, ambos de dos cilindros con 4,5 y 7,5 HP respectivamente, con la idea de fabricar una serie de 6 vehículos en total. 
El primer ejemplar con motor de 4,5 caballos ganó una carrera siendo pilotado por Stahel, por lo que se comenzó la construcción de las 6 unidades pensadas. A mediados de 1901 los nuevos vehículos —denominados Centauro— ya estaban listos.

### El final de La Cuadra
Debido a la huelga general de mayo de 1901 y a que las arcas de la empresa ya estaban muy mermadas, la compañía se vio obligada a presentar suspensión de pagos en noviembre de ese año.
Además, la venta de vehículos Benz no funcionaba, debido a sus complejidades en técnica y conducción, y aunque con los nuevos motores de explosión los coches La Cuadra funcionaban con corrección, la necesidad de mayores inversiones para la construcción de los mismos hacía imposible la continuidad de la empresa. Tras la bancarrota de la compañía, Emilio de la Cuadra, promotor de las ideas y de la empresa, se reintegró al ejército, de donde procedía antes de la aventura, olvidándose de las iniciativas empresariales.
Los autos sin terminar, maquinaria y utillajes fueron comprados por José María Castro —uno de los principales acreedores— que posteriormente creó la marca Castro. Tras la bancarrota de Castro, el ingeniero suizo Marc Birkigt creó junto a Damián Mateu la mítica empresa de automóviles Hispano-Suiza.

## Producción

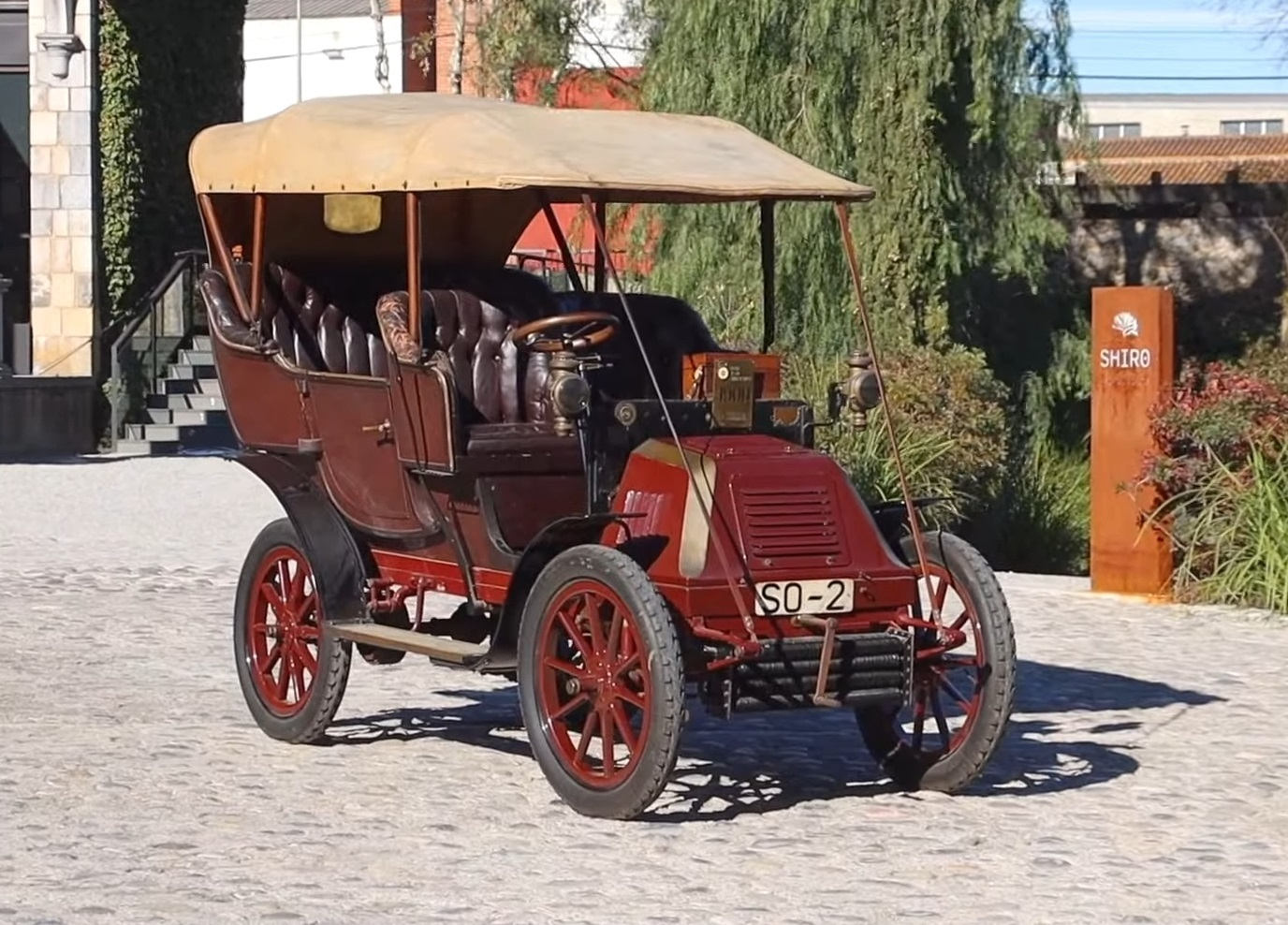
Imagen del único automóvil La Cuadra sobreviviente, un Centauro 7,5 HP.

De la serie de seis automóviles que se preveía fabricar en La Cuadra, se desconoce cuantos fueron los que finalmente se construyeron, pero existen datos sobre algunos ejemplares:
- Uno de los primeros coches fue vendido al empresario catalán Francisco Seix (uno de los fundadores de Hispano-Suiza),[6] que era propulsado por el primer motor de 4,5 HP, y se sabe que fue conducido por su dueño con excelentes resultados.[2]

- Otro La Cuadra fue el primer vehículo que se matriculó en la provincia de Lérida, a nombre de Juan Pellisó.[2]

- Otro coche, propulsado por un motor de dos cilindros en paralelo con 1106 cc y una potencia de 7,5 HP —el segundo motor diseñado por Birkigt—, se matriculó en la provincia de Soria con la matrícula SO-2 y ha llegado hasta el presente.[2][4] En los años 1920 Miguel Mateu (hijo de Damián Mateu) vio este ejemplar en una romería en un pueblo de Soria y lo compró. No solamente se ha conservado en buen estado hasta el presente, sino que también ha participado en el Rally de Sitges. Este vehículo sigue siendo propiedad de la familia Mateu, y es el único automóvil La Cuadra que ha sobrevivido.